# Табор (Чехія)
Та́бор (чеськ. Tábor) — місто в Чехії, в Південночеському краї, розташоване в південній частині країни на річці Лужніце. Та є другим за величиною містом у регіоні після Чеські Будейовиці. 
Місто засноване в 1420 році гуситами. У Таборі збереглися численні архітектурні та історичні пам'ятки. Популярне місце туризму.

## Назва
Назване на честь гори Фавор (лат. Thabor) у Північній Галілеї (Ізраїль). Серед чеських лінгвістів переважає думка, що гуситська назва міста «Табор» (походить від біблійної гори Табор) породила загальну назву військових таборів, яка з’явилася з XV століття в чеській, а далі польській, угорській, українській мовах. Інші мовознавці вважають, що позначення військових таборів походить від тюрко-татарського слова табур, що означає військо на оборонній позиції.

## Географія
Місто розташоване за 50 км на північ від міста Чеські Будейовиці та за 75 км на південь від міста Прага.

## Історія
Виникло на місці старовинного поселення Градиште в 1420, під час Гуситського руху. Поселення стало ядром таборитського руху; у 1430-х Табор вже був великим економічним центром; у 1436 йому надані права королівського міста. У 1452 Табор захоплений Їржі Подєбрадом.
З кінця XV століття відбувся бурхливий розвиток Табора, який почав виглядати як місто. Більшість пам'яток були побудовані в XVI столітті. Великі пожежі 1532 і 1559 років знищили більшість будинків, які зазвичай були дерев'яними, але ці пожежі також стали поштовхом для подальшого розвитку міста.

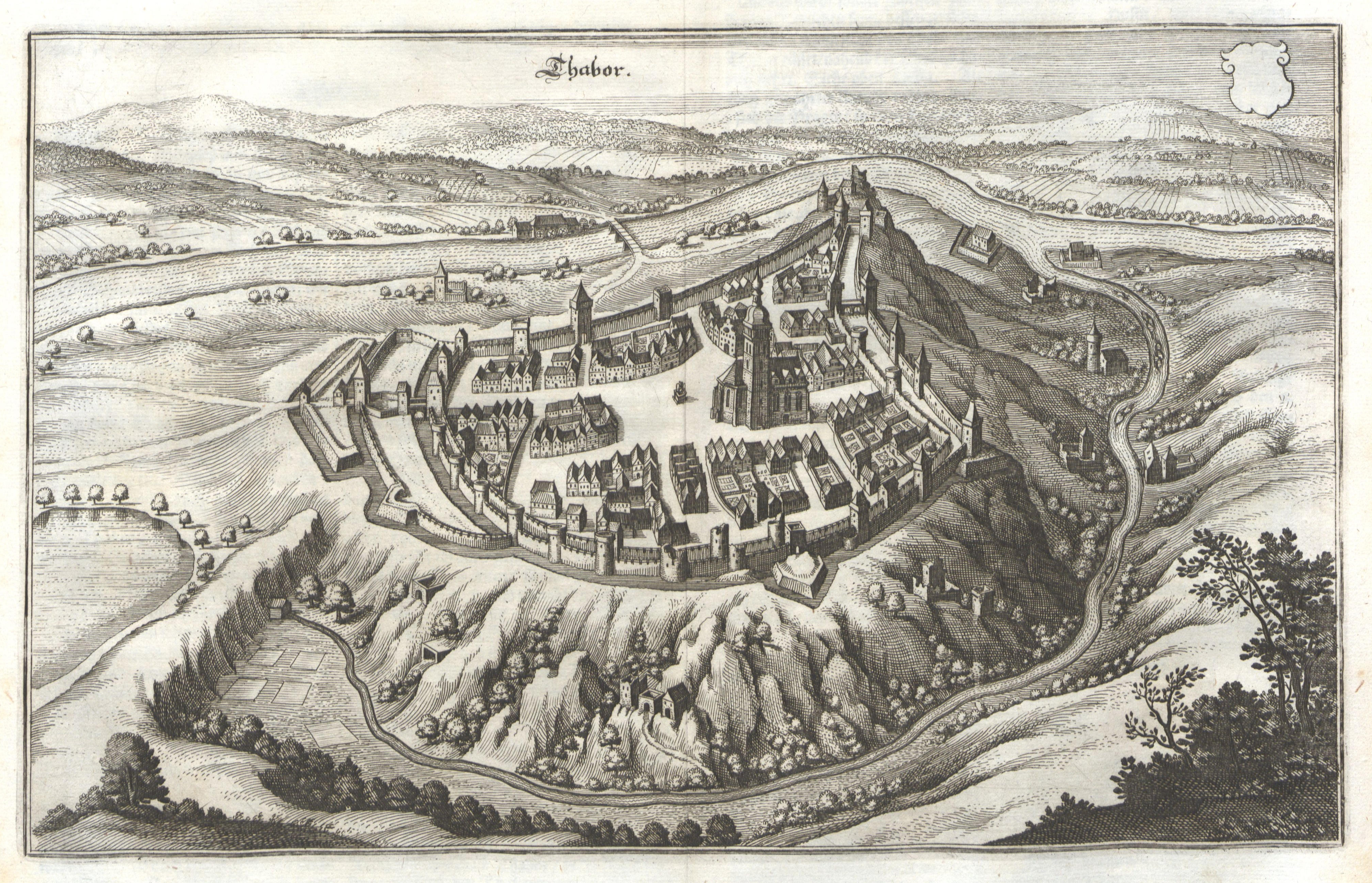
Табір, гравюра Маттеуса Меріана, 1650 р.

У 1648 році місто було взято штурмом і пограбоване шведським військом під час Тридцятирічної війни. У середині XVII століття для поширення католицької віри були запрошені ченці з Ордену босих августинців.
21 червня 1903 року було введено в експлуатацію першу, в усій Австро-Угорщині, міжміську електричну залізницю Табор–Бехинє, спроектовану Франтішеком Кржижиком. До 1918 року Табор був частиною Австро-Угорщини, в однойменному окрузі в Богемії.
Після вбивства Райнгарда Гейдріха як головної цілі операції «Антропоїд» в 1942 році Табор став одним із місць, де німецькі окупанти здійснювали свою помсту над невинним населенням. На шибениці біля казарми з 3 червня по 3 липня 1942 року вони розстріляли 156 осіб, у тому числі 20 жінок. Військово-польовий суд гестапо засуджував окремих осіб, як правило, за «схвалення вбивства», але про це їм навіть не повідомляли перед стратою.
У 1971 році відбулося велике розширення міста шляхом приєднання 11 навколишніх муніципалітетів.

## Населення
Населення — 36 тисяч мешканців на 2006 рік.

## Пам’ятки

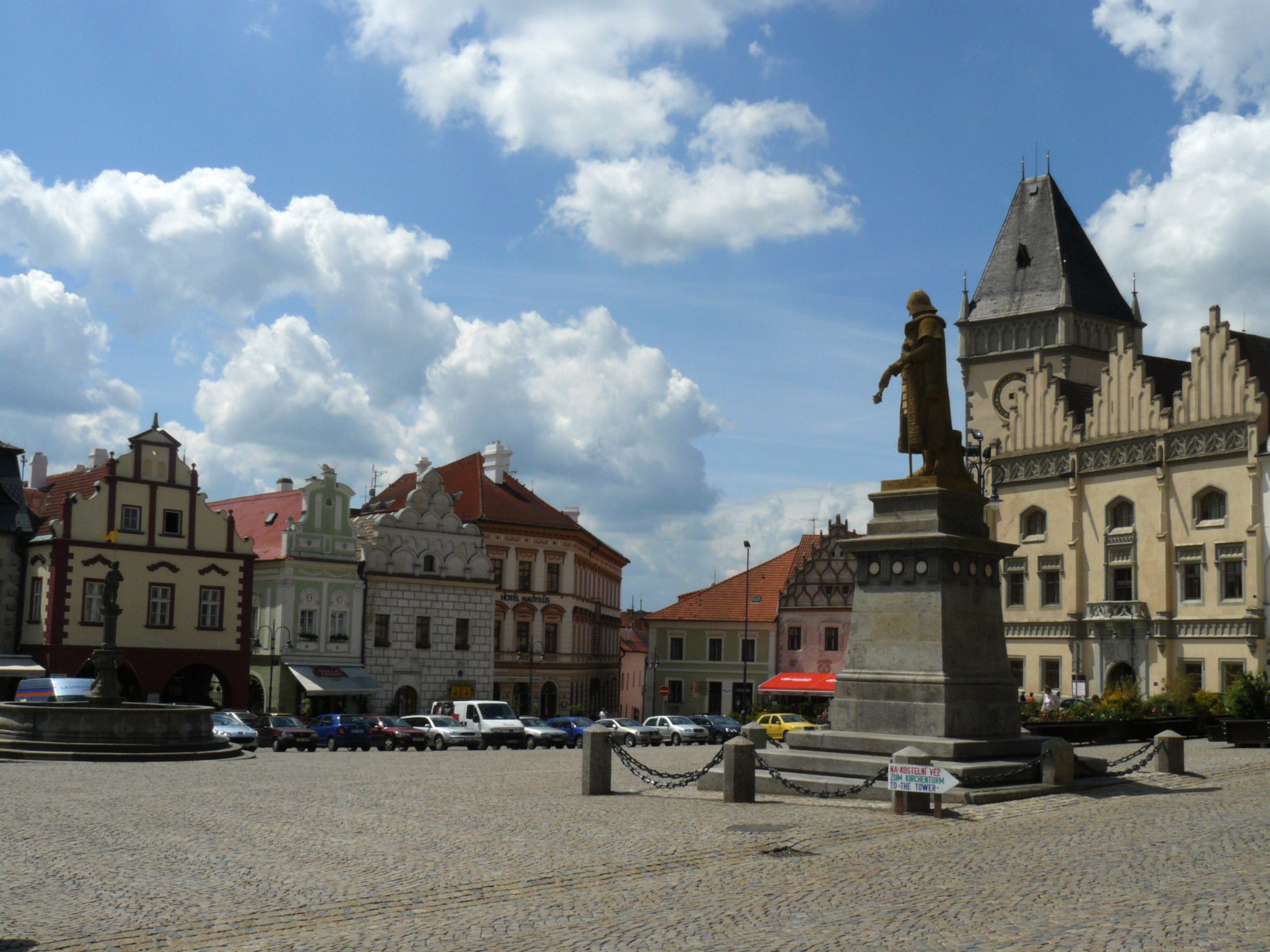
Площа Яна Жижки

Історичний центр міста зберіг до наших днів кілька цікавих пам’яток архітектури. У Старому місті можна побачити безліч старовинних будівель в стилі готики, ренесансу і бароко. Оскільки історія міста тісно пов’язана з гуситами і Яном Жижкой, тут майже на кожному розі можна зустріти згадки про них. 
Центральною площею міста є Площа Яна Жижки, на якій встановлені його статуя і статуя іншого знаменитого гусита — Яна Гуса. Цікаво, що стара частина міста пронизана мережею підземних тунелів, які з’єднують багато старих будівель. Частина з них відкрита для відвідувань громадськості. Одна з найцікавіших будівель Жижківської площі є пізньоготична міська ратуша, побудована в XVI столітті. У будівлі розташований гуситський музей.

## Спорт
Місцевий футбольний клуб «Сілон Таборско» виступає в Чеській національній футбольній лігі другого рівня. Також місто має хокейний клуб «Табор».

## Відомі особистості
В поселенні народилися:
- Оскар Недбал (26 березня 1874 — 24 січень 1930) — чеський альтист, диригент і композитор.
- Богуміл Немечек (2 січня 1938 — 3 травня 2010) — чехословацький боксер.
- Їржі Лала (нар. 21 серпня 1959) — чехословацький хокеїст.
- Мірослав Калоусек (нар. 17 грудня 1960) — чеський політик.
- Радек Дворжак (нар. 9 березня 1977) — чеський хокеїст.
- Ян Шимак (нар. 13 жовтня 1978) — чеський футболіст.

## Цікавий факт
- Назва поселення швидко стала загальною у чеській мові: словом tábor позначали будь-яке укріплене поселення. Надалі воно запозичене й до української як «табір»[16].

## Галерея

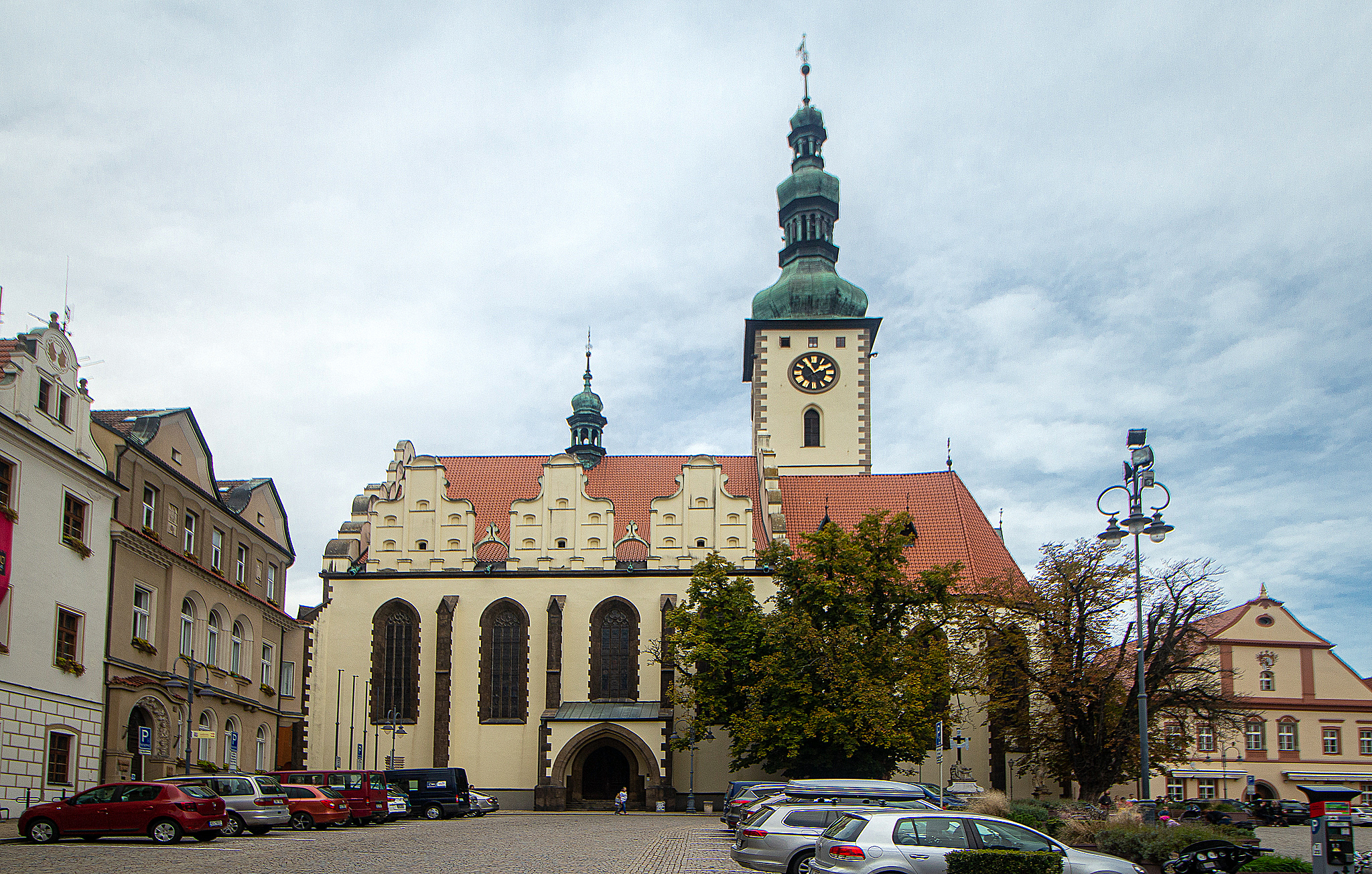
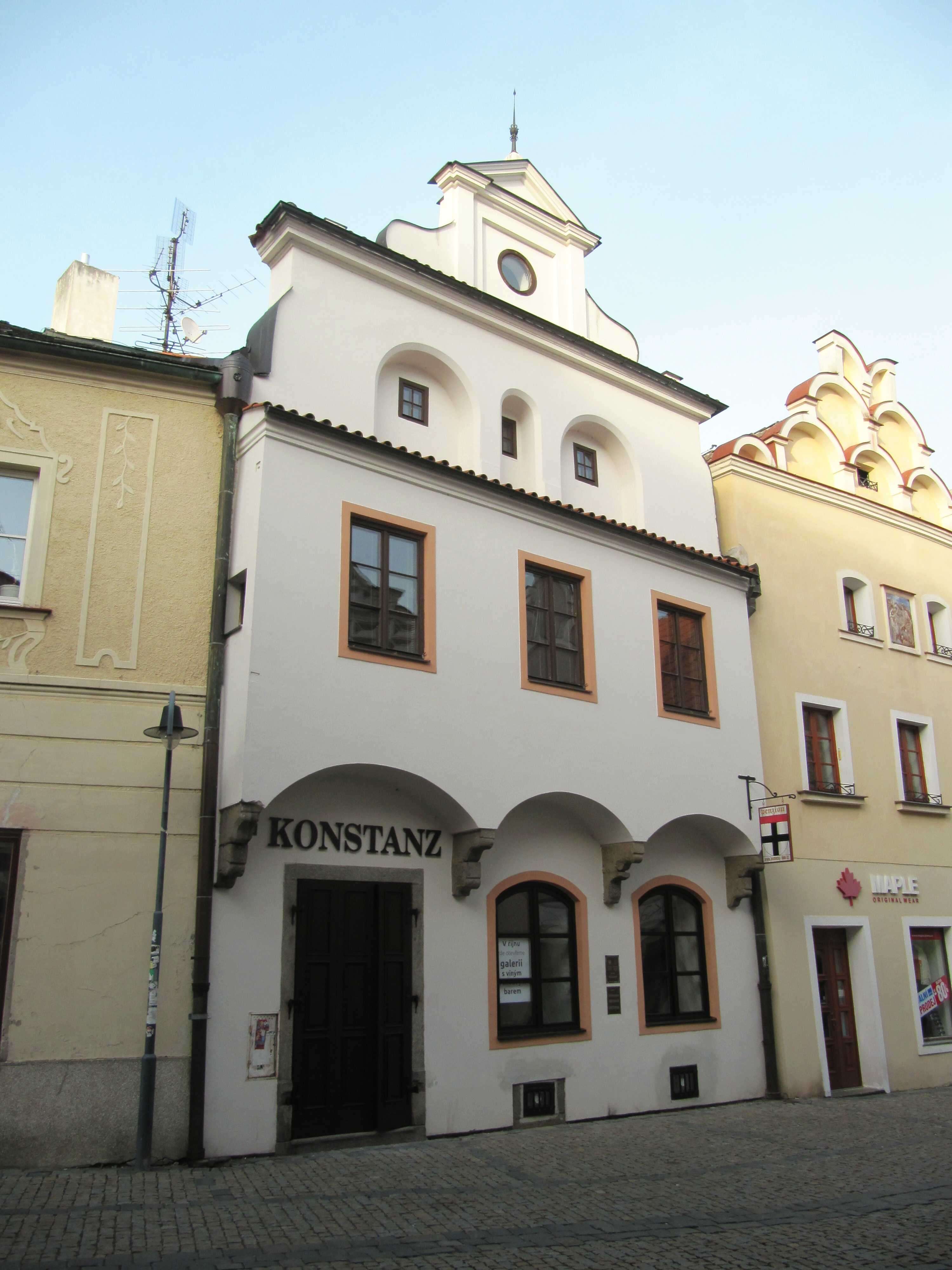
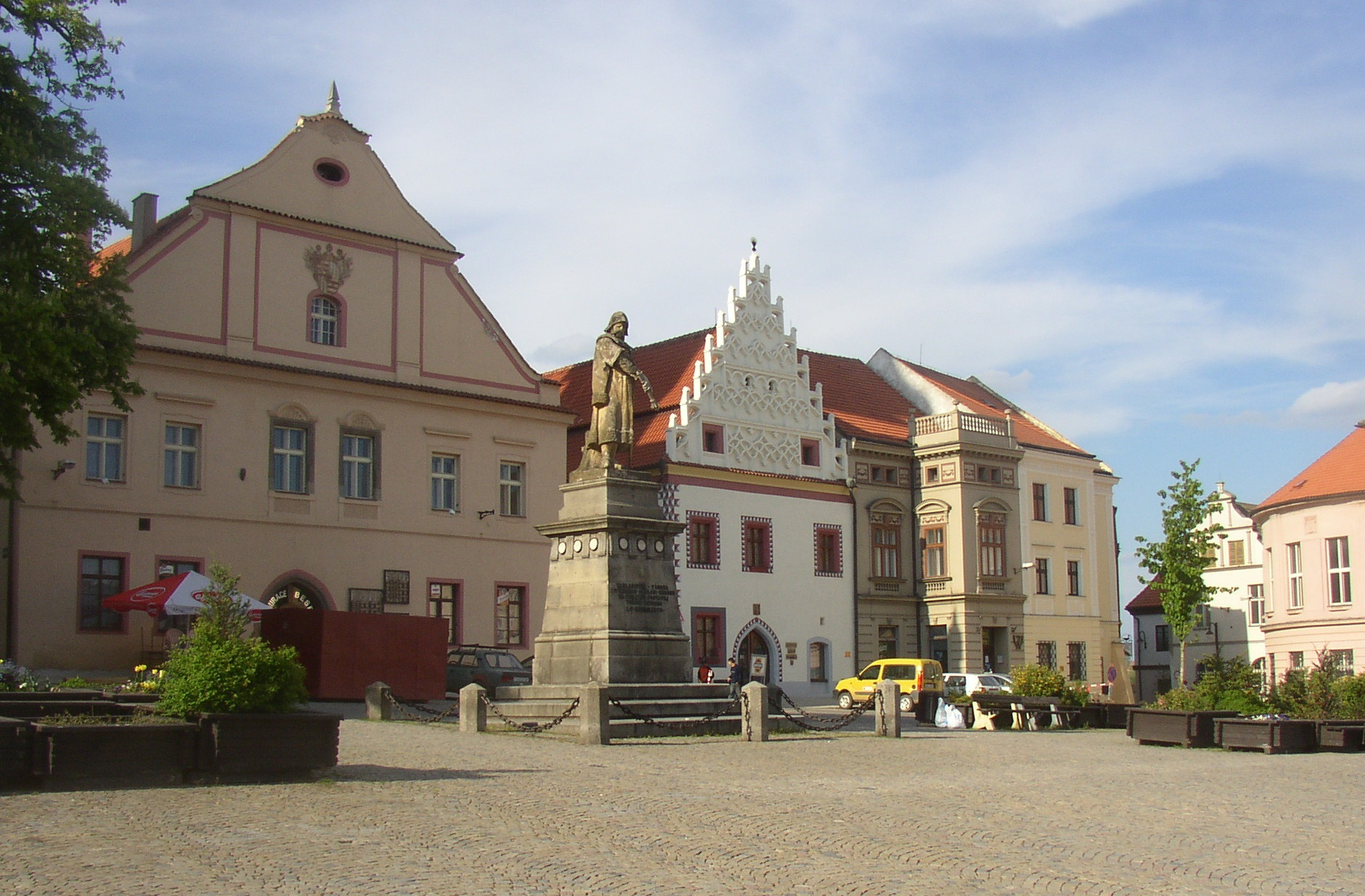
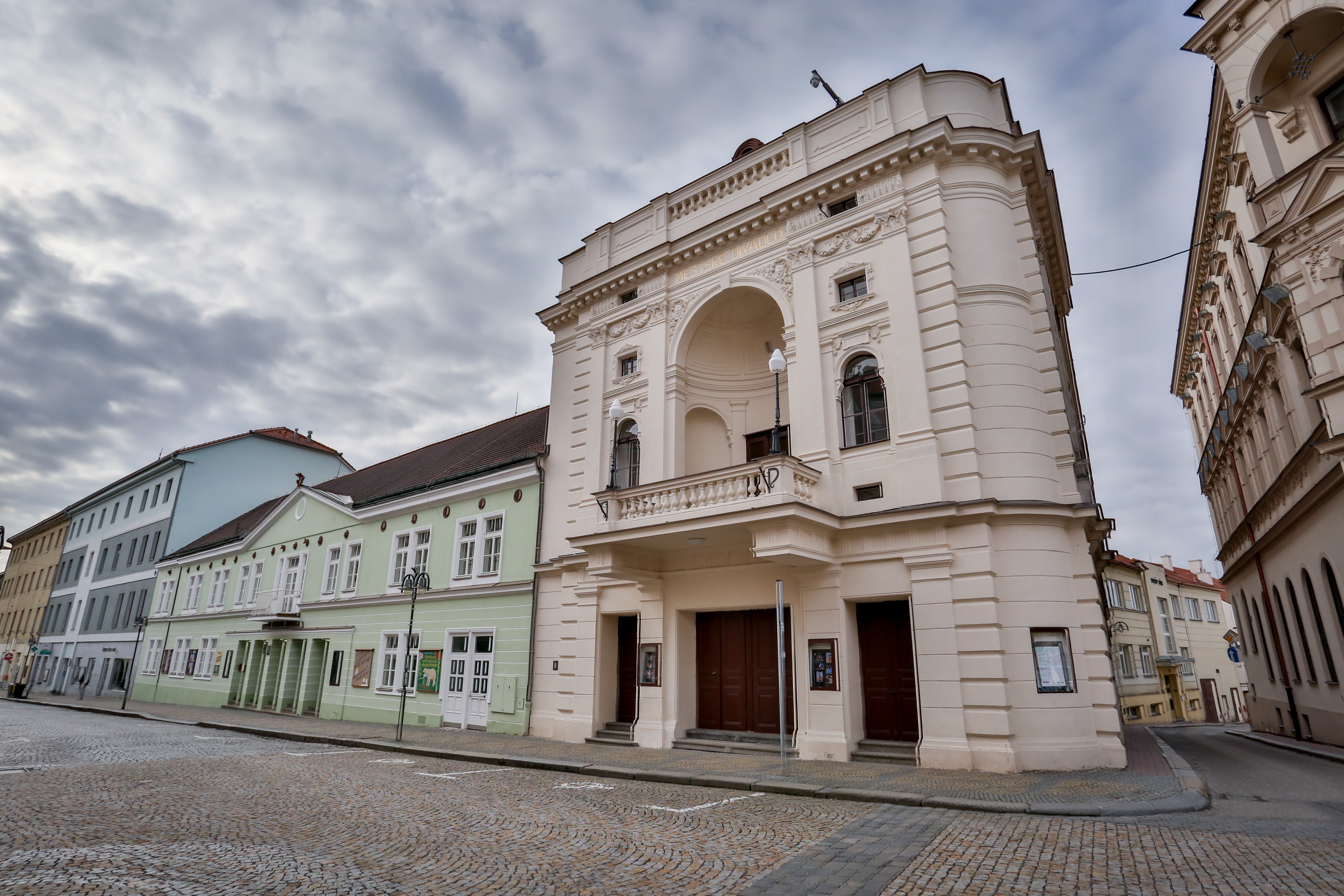
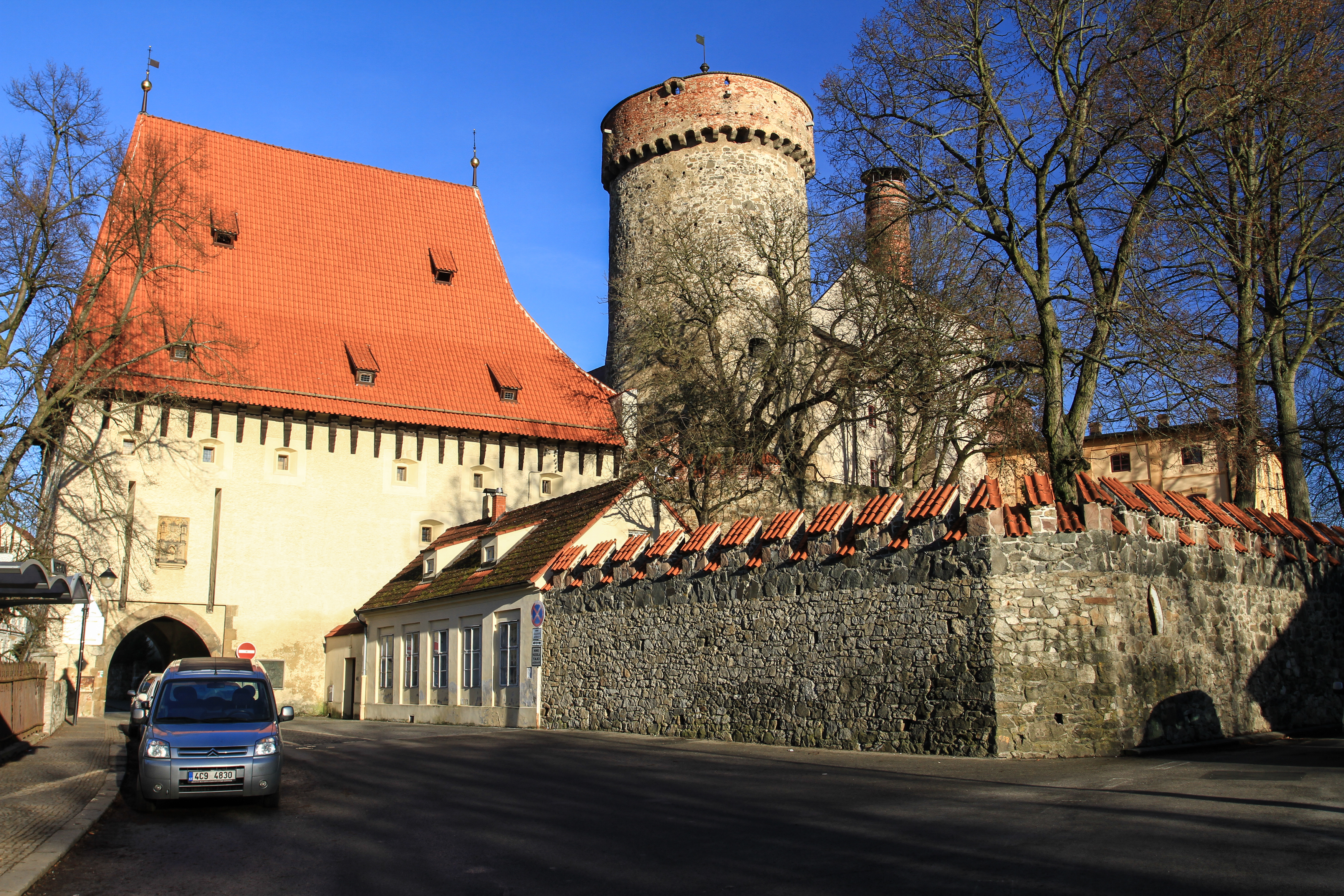
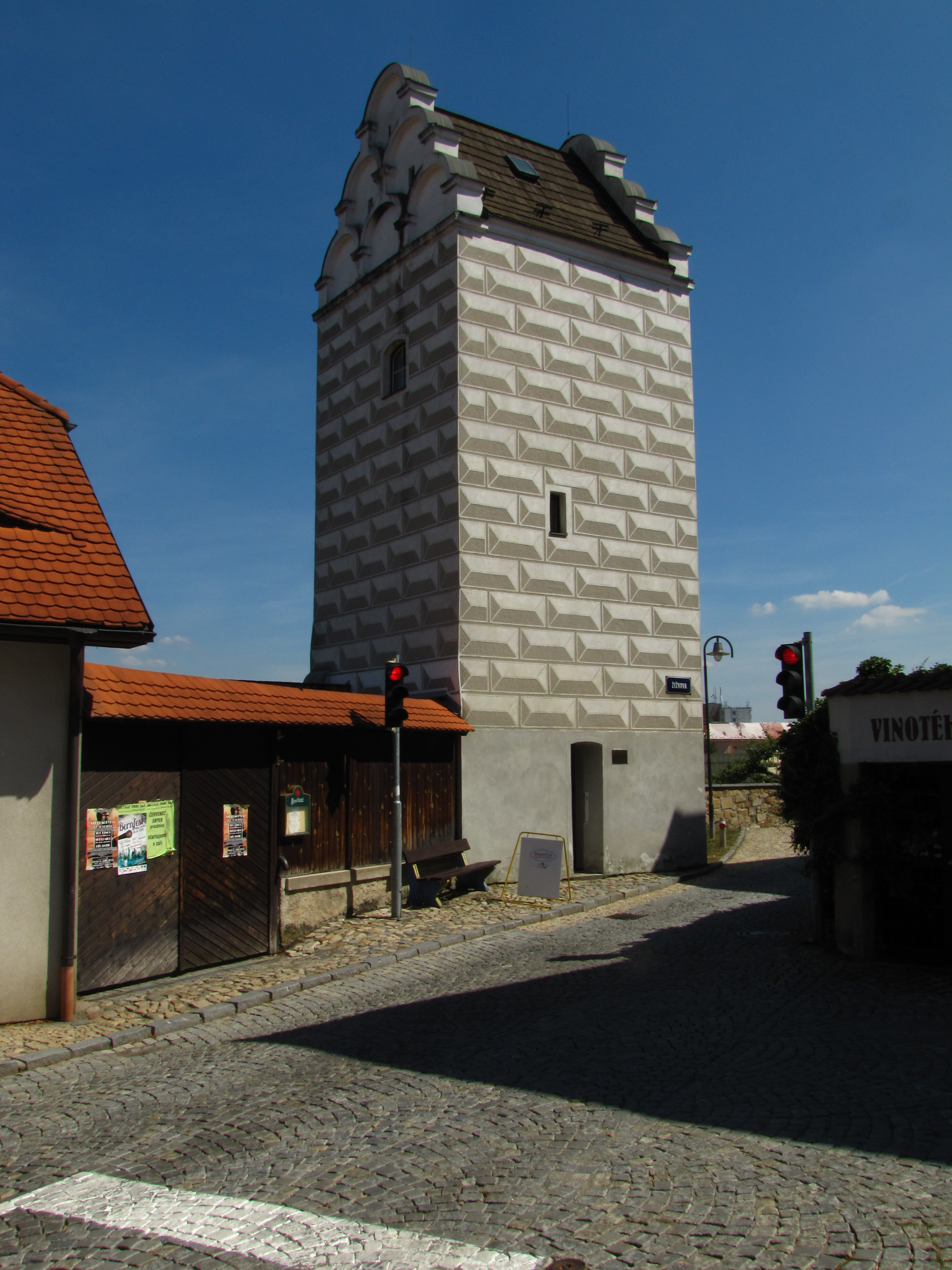
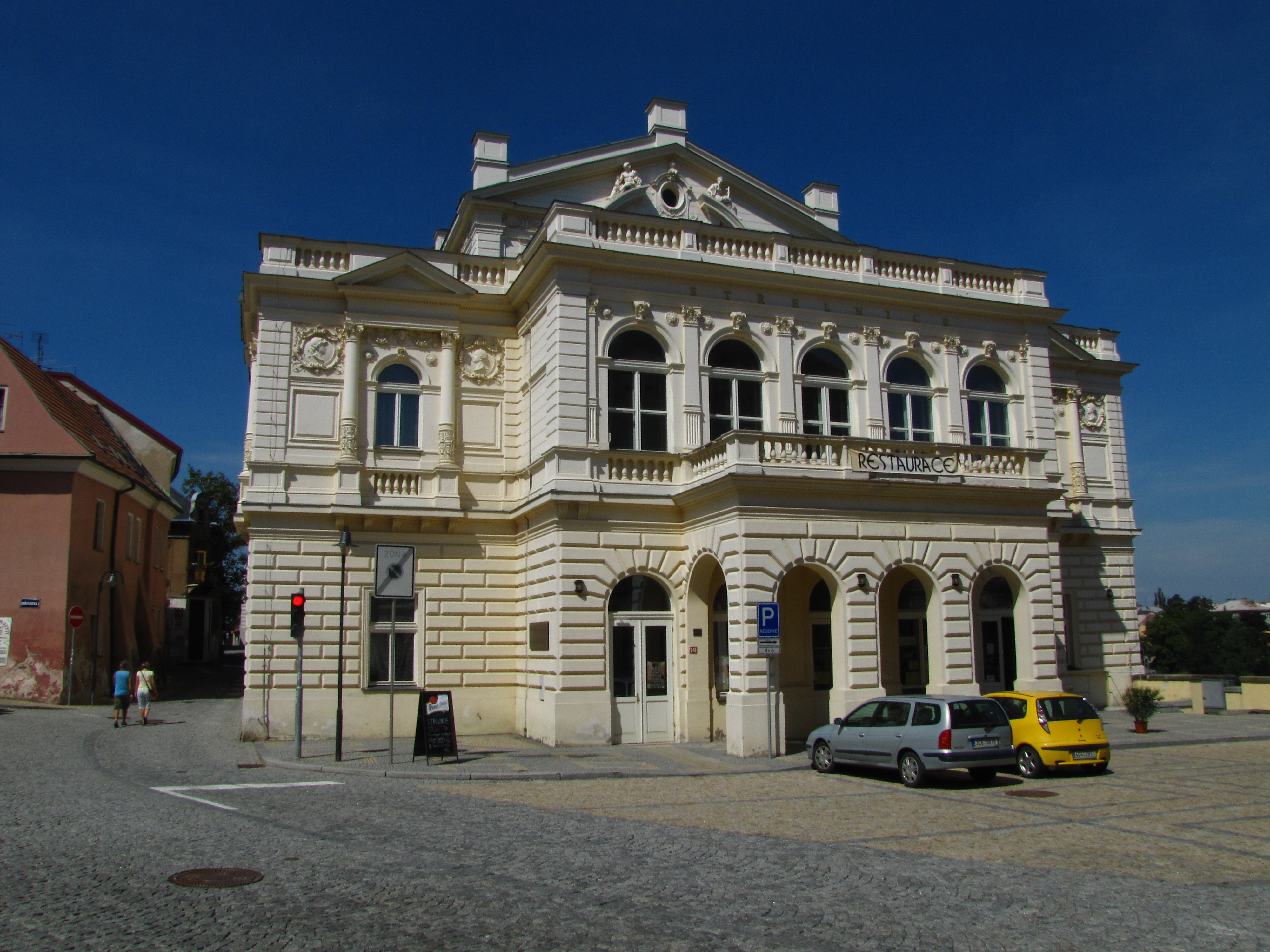
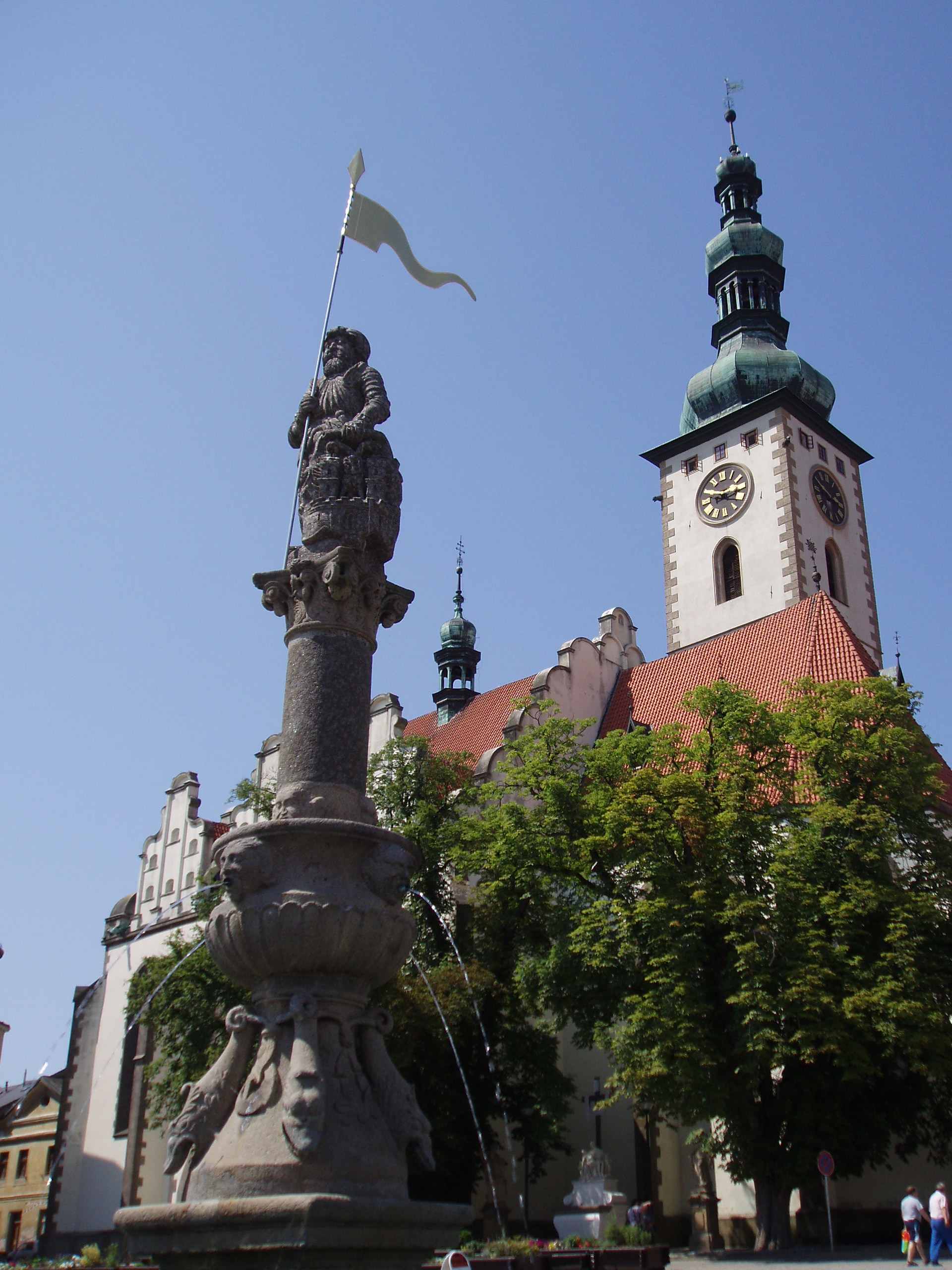
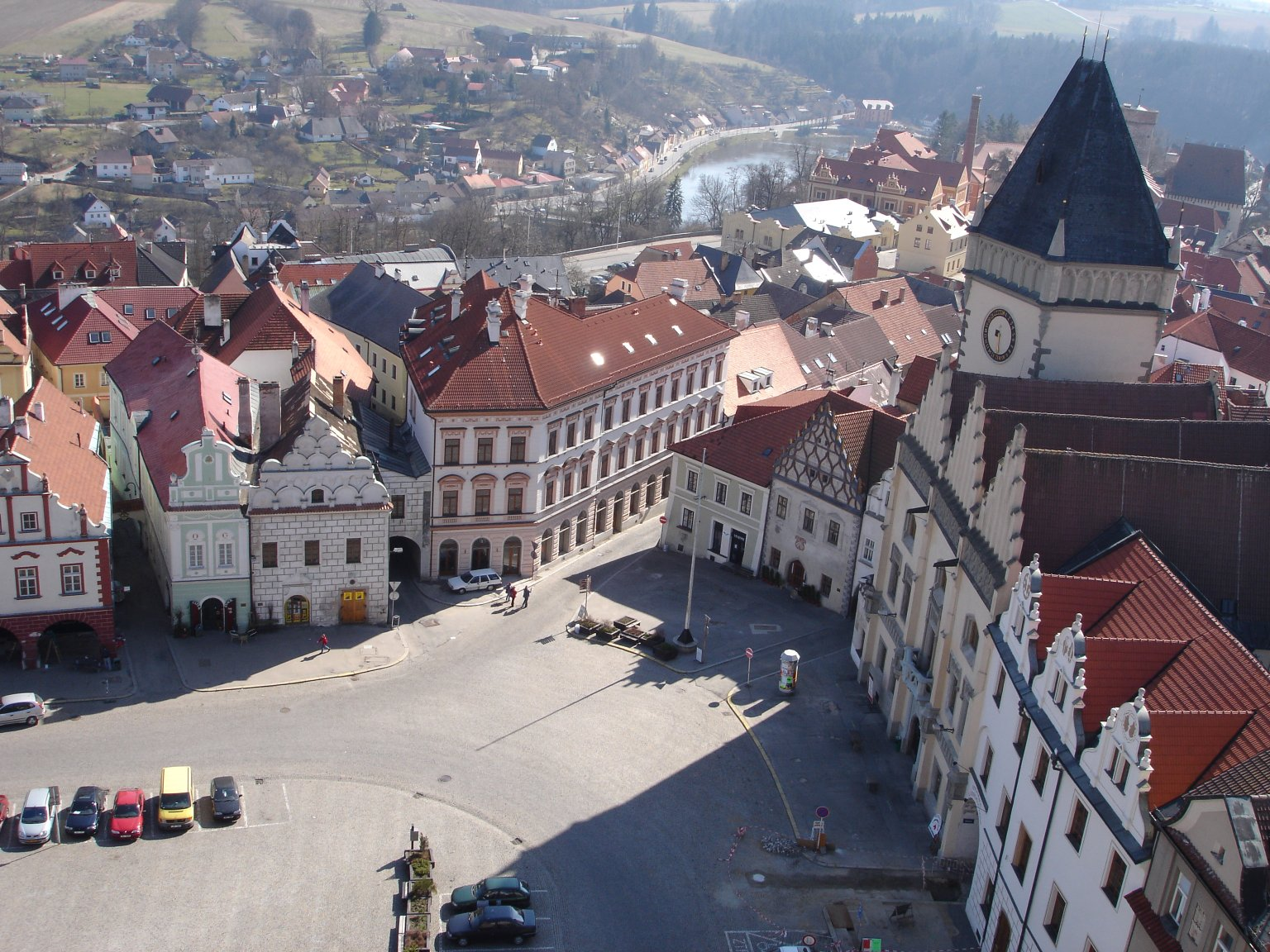
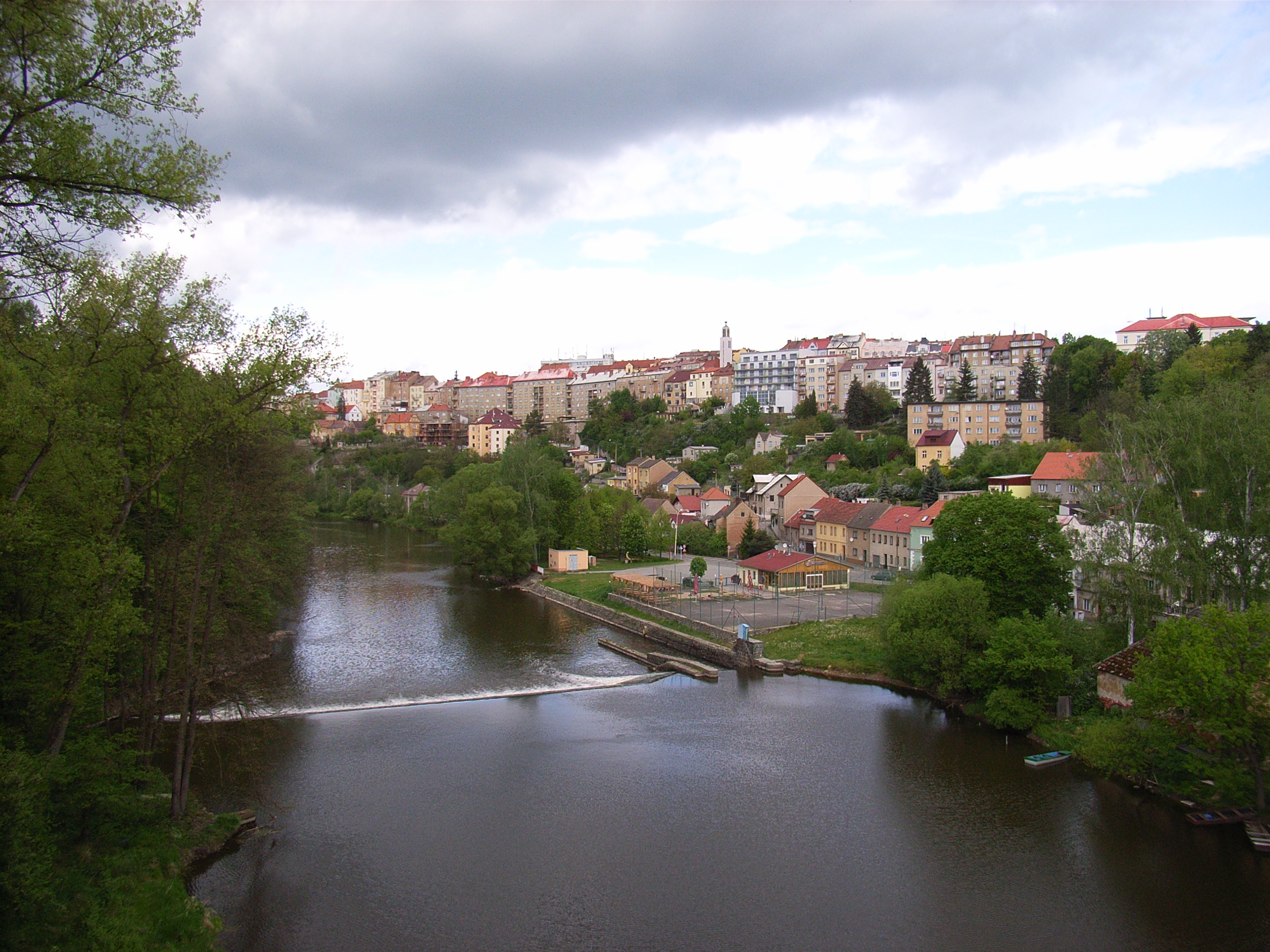
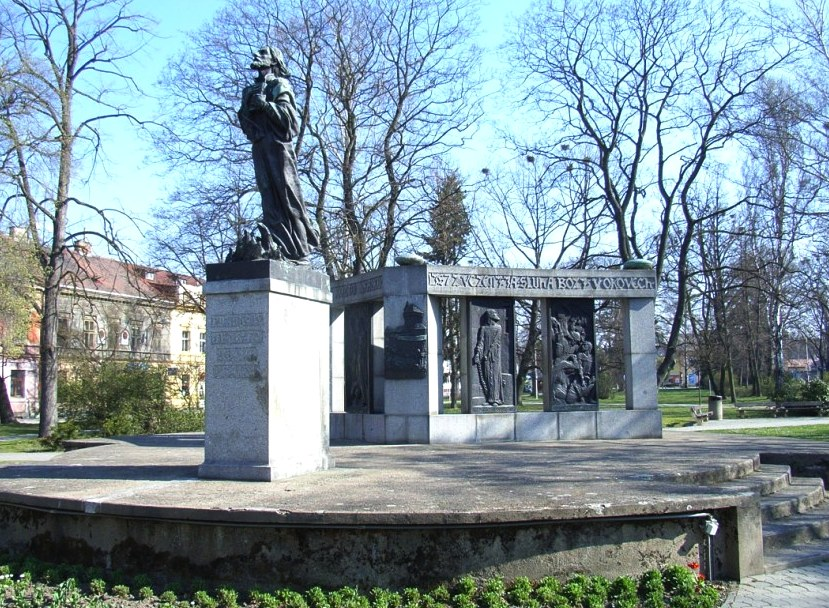
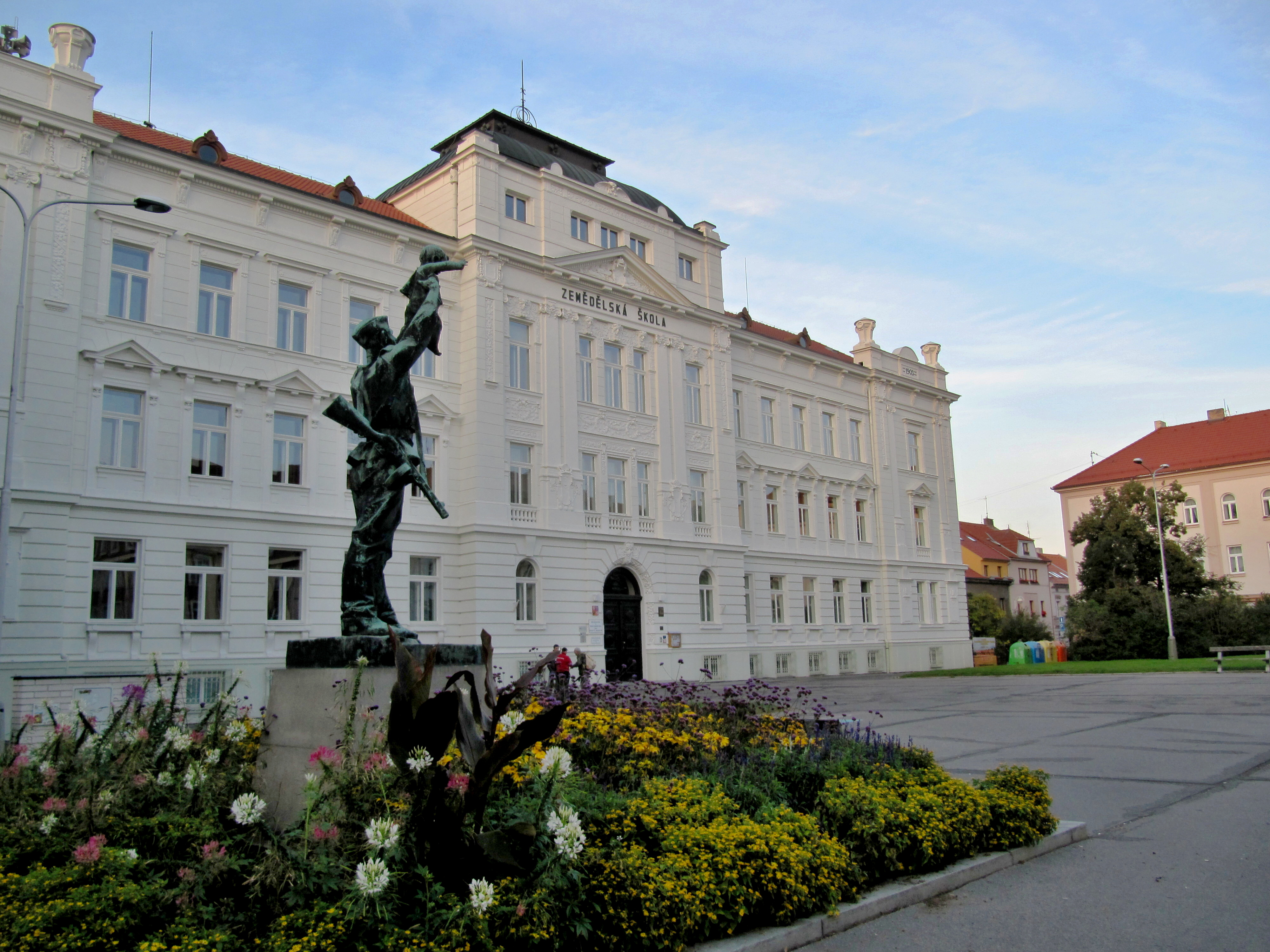

## Міста-побратими
Табор має такі міста побратими:
- Вельс, Австрія
- Доль, Франція
- Констанц, Німеччина
- Оринда, США
- Сінт-Ніклас, Бельгія
- Форміджине, Італія
- Шкоф'я-Лока, Словенія